# Сафоново (заказник)
Сафо́ново — ботанічний заказник загальнодержавного значення в Україні. Розташований у Кремінському районі Луганської області, на південь від міста Кремінна. 
Площа 21,7 га земель державної власності, які перебувають у постійному користуванні державного підприємства «Кремінське лісомисливське господарство». 
Унікальна ділянка чорновільхового лісу з рідкісними фітоценозами. Місцезростання таких видів флори, занесених до Червоної книги України, як сальвінія плаваюча, зозулинець болотний, булатка довголиста, пальчатокорінник м'ясочервоний, коручка болотна.